# بيل شتاين
بيل شتاين (بالإنجليزية: Bill Stein)‏ هو لاعب كرة قاعدة أمريكي، ولد في 21 يناير 1947 في باتل كريك في الولايات المتحدة.

## وصلات خارجية
- بيل شتاين على موقعبيزبول رفرنس.كوم (الدوري الرئيسي) (الإنجليزية)
- بيل شتاين على موقعبيزبول رفرنس.كوم (الدوري الثانوي) (الإنجليزية)